# Tour of Beijing 2014
4. i ostatnia edycja wyścigu kolarskiego Dookoła Pekinu odbyła się w dniach 10–14 października 2014 i liczyła 728 km. Start i meta tego pięcioetapowego wyścigu znajdowały się w Pekinie. Wyścig ten figurował w rankingu światowym UCI World Tour 2014 i był ostatnim wyścigiem tego cyklu w sezonie.

## Uczestnicy
Na starcie wyścigu stanęło siedemnaście drużyn. Były to wszystkie drużyny jeżdżące w UCI World Tour 2014 poza Pro Team Astana, która została zawieszona na dwa tygodnie w związku z przyłapaniem na dopingu dwójki zawodników jej zawodników; braci (Walentina i  Maksima) Iglińskich.
Lista drużyn uczestniczących w wyścigu:
| Numery | Kod | Drużyna          |
| ------ | --- | ---------------- |
| 1-8    | MOV | Movistar Team    |
| 11-18  | ALM | Ag2r-La Mondiale |
| 21-28  | BEL | Belkin           |
| 31-38  | BMC | BMC Racing Team  |
| 41-48  | CAN | Cannondale       |
| 51-58  | FDJ | FDJ.fr           |
| 61-68  | GRS | Garmin-Sharp     |
| 71-78  | LAM | Lampre-Merida    |
| 81-88  | LTB | Lotto-Belisol    |

| Numery  | Kod | Drużyna                 |
| ------- | --- | ----------------------- |
| 91-98   | OPQ | Omega Pharma-Quick Step |
| 101-108 | OGE | Orica-GreenEDGE         |
| 111-118 | EUC | Team Europcar           |
| 121-128 | GIA | Giant-Shimano           |
| 131-138 | KAT | Team Katusha            |
| 141-148 | SKY | Team Sky                |
| 151-158 | TTS | Team Tinkoff-Saxo       |
| 161-168 | TRE | Trek Factory Racing     |

## Etapy
| Etap | Data            | Start – Meta                                  | km  | Typ         | Zwycięzca etapu  | Lider            |
| ---- | --------------- | --------------------------------------------- | --- | ----------- | ---------------- | ---------------- |
| 1    | 10 października | Chongli – Zhangjiakou                         | 167 | Płaski      | Luka Mezgec      | Luka Mezgec      |
| 2.   | 11 października | Chongli – Yanqing                             | 111 | Pagórkowaty | Philippe Gilbert | Philippe Gilbert |
| 3.   | 12 października | Yanqing – Qiandianjian                        | 176 | Pagórkowaty | Tyler Farrar     | Philippe Gilbert |
| 4.   | 13 października | Yanqing – Miaofengshan                        | 157 | Górski      | Daniel Martin    | Philippe Gilbert |
| 5.   | 14 października | Plac Niebiańskiego Spokoju – Stadion Narodowy | 117 | Płaski      | Sacha Modolo     | Philippe Gilbert |

### Etap 1 – 10.10: Chongli – Zhangjiakou, 167 km
| #  | Zawodnik     | Zespół | Czas       |
| -- | ------------ | ------ | ---------- |
| 1  | Luka Mezgec  | GIA    | 4h 22' 58" |
| 2  | Caleb Ewan   | OGE    | + 0"       |
| 3  | Tyler Farrar | GRS    | + 0"       |
|    |              |        |            |
| 27 | Michał Gołaś | OPQ    | + 0"       |

| #  | Zawodnik     | Zespół | Czas       |
| -- | ------------ | ------ | ---------- |
| 1  | Luka Mezgec  | GIA    | 4h 22' 48" |
| 2  | Caleb Ewan   | OGE    | + 4"       |
| 3  | Julian Kern  | ALM    | + 5"       |
|    |              |        |            |
| 31 | Michał Gołaś | OPQ    | + 10"      |

### Etap 2 – 11.10: Chongli – Yanqing, 111 km
| #  | Zawodnik                    | Zespół | Czas       |
| -- | --------------------------- | ------ | ---------- |
| 1  | Philippe Gilbert            | BMC    | 2h 29' 02" |
| 2  | Reinardt Janse van Rensburg | GIA    | + 0"       |
| 3  | Rui Costa                   | LAM    | + 0"       |
|    |                             |        |            |
| 34 | Michał Gołaś                | OPQ    | + 14"      |

| #  | Zawodnik                    | Zespół | Czas       |
| -- | --------------------------- | ------ | ---------- |
| 1  | Philippe Gilbert            | BMC    | 6h 51' 49" |
| 2  | Reinardt Janse van Rensburg | GIA    | + 5"       |
| 3  | Rui Costa                   | LAM    | + 7"       |
|    |                             |        |            |
| 31 | Michał Gołaś                | OPQ    | + 25"      |

### Etap 3 – 12.10: Yanqing – Qiandianjian, 176 km
| #   | Zawodnik     | Zespół | Czas       |
| --- | ------------ | ------ | ---------- |
| 1   | Tyler Farrar | GRS    | 4h 15' 46" |
| 2   | Luka Mezgec  | GIA    | + 0"       |
| 3   | Nikolas Maes | OPQ    | + 0"       |
|     |              |        |            |
| 112 | Michał Gołaś | OPQ    | + 4' 01"   |

| #  | Zawodnik                    | Zespół | Czas        |
| -- | --------------------------- | ------ | ----------- |
| 1  | Philippe Gilbert            | BMC    | 11h 07' 35" |
| 2  | Reinardt Janse van Rensburg | GIA    | + 5"        |
| 3  | Rui Costa                   | LAM    | + 7"        |
|    |                             |        |             |
| 75 | Michał Gołaś                | OPQ    | + 4' 26"    |

### Etap 4 – 13.10: Yanqing – Miaofengshan, 157 km
| #  | Zawodnik         | Zespół | Czas       |
| -- | ---------------- | ------ | ---------- |
| 1  | Daniel Martin    | GRS    | 4h 12' 14" |
| 2  | Esteban Chaves   | OGE    | + 2"       |
| 3  | Philippe Gilbert | BMC    | + 2"       |
|    |                  |        |            |
| 54 | Michał Gołaś     | OPQ    | + 4' 36"   |

| #  | Zawodnik         | Zespół | Czas        |
| -- | ---------------- | ------ | ----------- |
| 1  | Philippe Gilbert | BMC    | 15h 19' 47" |
| 2  | Daniel Martin    | GRS    | + 3"        |
| 3  | Esteban Chaves   | OGE    | + 9"        |
|    |                  |        |             |
| 49 | Michał Gołaś     | OPQ    | + 9' 04"    |

### Etap 5 – 14.10: Plac Niebiańskiego Spokoju – Stadion Narodowy, 117 km
| #  | Zawodnik             | Zespół | Czas       |
| -- | -------------------- | ------ | ---------- |
| 1  | Sacha Modolo         | LAM    | 2h 40' 10" |
| 2  | Greg Henderson       | LTB    | + 0"       |
| 3  | Edvald Boasson Hagen | SKY    | + 0"       |
|    |                      |        |            |
| 70 | Michał Gołaś         | OPQ    | + 0"       |

| #  | Zawodnik         | Zespół | Czas        |
| -- | ---------------- | ------ | ----------- |
| 1  | Philippe Gilbert | BMC    | 17h 59' 57" |
| 2  | Daniel Martin    | GRS    | + 3"        |
| 3  | Esteban Chaves   | OGE    | + 9"        |
|    |                  |        |             |
| 49 | Michał Gołaś     | OPQ    | + 9' 04"    |

## Posiadacze koszulek po poszczególnych etapach
| Etap                 | Zwycięzca            | Klasyfikacja generalna | Klasyfikacja górska | Klasyfikacja punktowa | Klasyfikacja młodzieżowa | Klasyfikacja drużynowa  |
| -------------------- | -------------------- | ---------------------- | ------------------- | --------------------- | ------------------------ | ----------------------- |
| 1                    | Luka Mezgec          | Luka Mezgec            | Tosh Van der Sande  | Luka Mezgec           | Caleb Ewan               | Giant-Shimano           |
| 2                    | Philippe Gilbert     | Philippe Gilbert       | Tosh Van der Sande  | Philippe Gilbert      | Jesús Herrada            | Omega Pharma-Quick Step |
| 3                    | Tyler Farrar         | Philippe Gilbert       | Michał Gołaś        | Tyler Farrar          | Jesús Herrada            | Giant-Shimano           |
| 4                    | Daniel Martin        | Philippe Gilbert       | Michał Gołaś        | Luka Mezgec           | Esteban Chaves           | Orica-GreenEDGE         |
| 5                    | Sacha Modolo         | Philippe Gilbert       | Michał Gołaś        | Tyler Farrar          | Esteban Chaves           | Orica-GreenEDGE         |
| Klasyfikacja końcowa | Klasyfikacja końcowa | Philippe Gilbert       | Michał Gołaś        | Tyler Farrar          | Esteban Chaves           | Orica-GreenEDGE         |

## Klasyfikacje końcowe

### Klasyfikacja generalna
|    | Zawodnik            | Zespół                  | Czas        |
| -- | ------------------- | ----------------------- | ----------- |
| 1  | Philippe Gilbert    | BMC Racing Team         | 17h 59' 57" |
| 2  | Daniel Martin       | Garmin-Sharp            | + 3″        |
| 3  | Esteban Chaves      | Orica-GreenEDGE         | + 9″        |
| 4  | Rui Costa           | Lampre-Merida           | + 11″       |
| 5  | Siergiej Czerniecki | Team Katusha            | + 23″       |
| 6  | Warren Barguil      | Team Giant-Shimano      | + 23"       |
| 7  | Julián Arredondo    | Trek Factory Racing     | + 23"       |
| 8  | Rinaldo Nocentini   | Ag2r-La Mondiale        | + 23"       |
| 9  | Rigoberto Urán      | Omega Pharma-Quick Step | + 23"       |
| 10 | Mikaël Cherel       | Ag2r-La Mondiale        | + 26"       |
|    |                     |                         |             |
| 49 | Michał Gołaś        | Omega Pharma-Quick Step | + 9' 04"    |

|    | Zawodnik         | Zespół                  | Punkty |
| -- | ---------------- | ----------------------- | ------ |
| 1  | Tyler Farrar     | Garmin-Sharp            | 45     |
| 2  | Luka Mezgec      | Team Giant-Shimano      | 44     |
| 3  | Moreno Hofland   | Belkin                  | 33     |
| 4  | Philippe Gilbert | BMC Racing Team         | 31     |
| 5  | Nikolas Maes     | Omega Pharma-Quick Step | 29     |
|    |                  |                         |        |
| 52 | Michał Gołaś     | Omega Pharma-Quick Step | 1      |

|   | Zawodnik         | Zespół                  | Punkty |
| - | ---------------- | ----------------------- | ------ |
| 1 | Michał Gołaś     | Omega Pharma-Quick Step | 44     |
| 2 | Guillaume Boivin | Cannondale              | 30     |
| 3 | Julien Vermote   | Omega Pharma-Quick Step | 25     |
| 4 | Graeme Brown     | Belkin                  | 24     |
| 5 | Karsten Kroon    | Team Tinkoff-Saxo       | 20     |

|   | Zawodnik            | Zespół                  | Czas        |
| - | ------------------- | ----------------------- | ----------- |
| 1 | Esteban Chaves      | Orica-GreenEDGE         | 18h 00′ 06″ |
| 2 | Siergiej Czerniecki | Team Katusha            | + 14"       |
| 3 | Warren Barguil      | Team Giant-Shimano      | + 14"       |
| 4 | Carlos Verona       | Omega Pharma-Quick Step | + 2' 11"    |
| 5 | Georg Preidler      | Team Giant-Shimano      | + 2' 36"    |

|   | Zespół                  | Czas        |
| - | ----------------------- | ----------- |
| 1 | Orica-GreenEDGE         | 54h 01′ 16″ |
| 2 | Team Europcar           | + 1' 19"    |
| 3 | Team Sky                | + 1' 25"    |
| 4 | Omega Pharma-Quick Step | + 1' 28"    |
| 5 | Team Katusha            | + 1' 50"    |